# Gejus van der Meulen

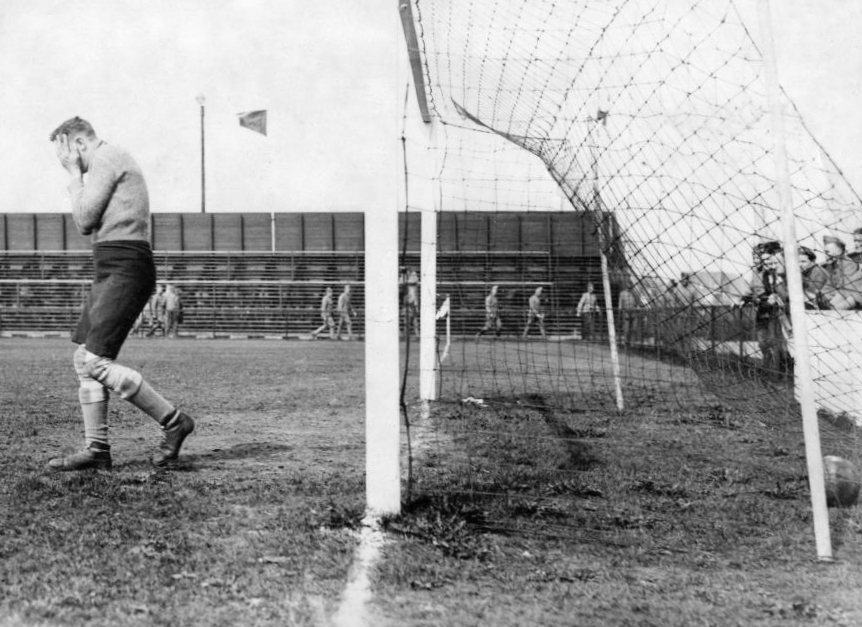
Gejus van der Meulen grijpt naar zijn hoofd als hij een makkelijk houdbare bal heeft doorgelaten. (30 april 1940)

Ageaus Yme ("Gejus") van der Meulen (Amsterdam, 23 januari 1903 – Haarlem, 10 juli 1972) was een Nederlands voetbalkeeper en arts. In de jaren 20 en 30 van de twintigste eeuw behoorde hij tot de populairste sportmensen van Nederland, maar later tot de meest verguisde vanwege zijn collaboratie met de Duitse bezetter.

## Voetbal
Van der Meulen was sinds 1922 succesvol clubdoelman bij HFC. Hij debuteerde in het Nederlands elftal op 27 april 1924 in de uitwedstrijd tegen de Rode Duivels. Datzelfde jaar verdedigde hij het Nederlandse doel tijdens de Olympische Spelen. Ondanks een ruime overwinning op Roemenië kwam Nederland niet verder dan een vierde plaats: de halve finale tegen (latere winnaar) Uruguay werd nipt verloren en de wedstrijd tegen Zweden om het brons eindigde in 1-1; de replay werd een 3-1-nederlaag.
Vier jaar later, tijdens de Spelen in Van der Meulens geboortestad Amsterdam, werd Oranje in de eerste ronde uitgeschakeld. Daarna maakte hij een aantal legendarische overwinningen mee, zoals de 3-4 uitzege tegen Frankrijk in 1931, waarin Oranje in twee minuten driemaal scoorde. Van der Meulen was zo populair dat zijn huwelijk in 1933 zelfs het Polygoonjournaal haalde.
Datzelfde jaar leek aan zijn carrière in Oranje (hij was inmiddels 30, had in 1930 zijn medicijnenstudie voltooid aan de Universiteit van Amsterdam en zich in 1933 in Haarlem als kinderarts gevestigd) een einde te komen. Adri van Male en Gerrit Keizer voldeden echter in de ogen van de "keuzeheren" onder leiding van Karel Lotsy onvoldoende, en daarom werd tot verrassing van velen Van der Meulen (en niet Leo Halle) opgeroepen voor het WK voetbal 1934 in Italië. Deze beslissing leidde tot de nodige frictie in het Nederlands team, omdat hij als enige zijn echtgenote mee naar Milaan mocht nemen en ook nog apart reisde. Het WK werd een bittere teleurstelling; de eerste wedstrijd, tegen Zwitserland, werd met 3-2 verloren. Nederland was uitgeschakeld en Van der Meulens interlandcarrière was voorbij.
Tijdens die carrière kwam hij 54 keer uit voor Oranje, waarin negentienmaal werd gewonnen, twaalfmaal gelijk gespeeld en 23 keer verloren. Hij kreeg precies 100 tegentreffers te verwerken.
In 1935 stopte hij met voetballen bij HFC. Hij richtte zich toen geheel op zijn praktijk en in december van dat jaar promoveerde hij aan de Universiteit van Amsterdam met een proefschrift Over foramen van Magendi.

## Tweede Wereldoorlog
Tijdens de Tweede Wereldoorlog collaboreerde Van der Meulen met de Duitsers. Hij werd in september 1940 lid van de NSB en hij nam in 1941 vrijwillig dienst bij het "SS-Feldlazarett Freiwilligen Legion Niederlande". Hij kreeg in Oranienburg een medische en militaire training en reisde in 1942 met de "Nederlandse ambulance" af naar het oostfront. Of hij daar daadwerkelijk gevechtshandelingen of alleen medische werkzaamheden heeft verricht, is niet bekend.

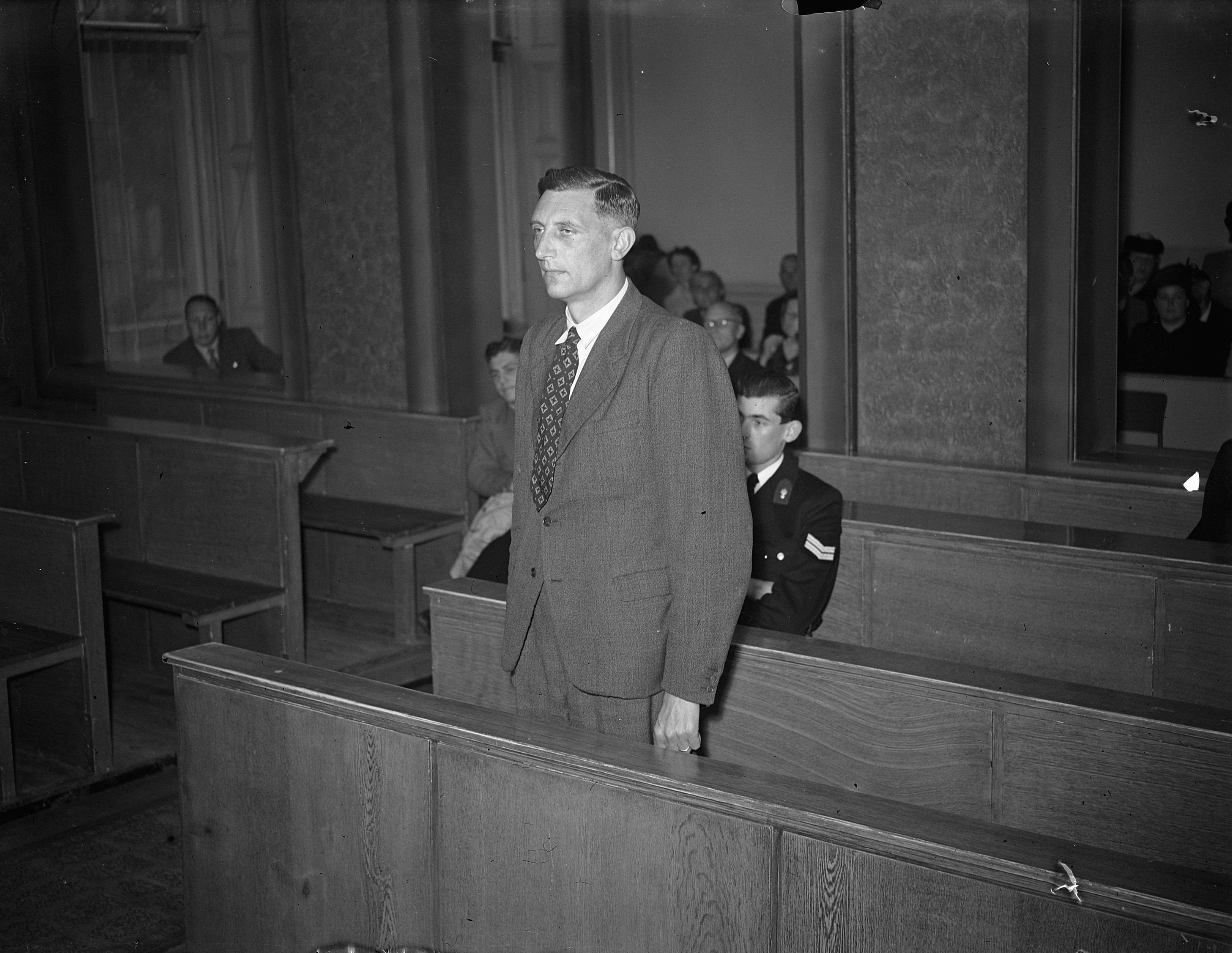
Gejus van der Meulen voor het Bijzonder Gerechtshof te Amsterdam

Na de bevrijding werd zijn houding tijdens de oorlog hem zeer zwaar aangerekend. In 1947 stond hij voor de rechter. De jonge verslaggever Herman Kuiphof, die het proces versloeg, herinnerde zich hem later als "een wrak, een geslagen hond." Van der Meulen werd tot acht jaar gevangenisstraf veroordeeld.
Na zijn vrijlating wilde de voetbalwereld niets meer van hem weten. Als Van der Meulens zoon bij HFC speelde stond hij moederziel alleen langs de lijn. In 1949 kon Van der Meulen de praktijk te Haarlem overnemen van de plotseling overleden huisarts Hubert.